# Agrotis llanoi
Agrotis llanoi är en fjärilsart som beskrevs av Köhler 1955. Agrotis llanoi ingår i släktet Agrotis och familjen nattflyn. Inga underarter finns listade i Catalogue of Life.